# Leonardo Argüello Barreto
Leonardo Javier Argüello Barreto (León, Nicaragua, 29 de agosto de 1875 - Distrito Federal, México, 15 de diciembre de 1947) fue un político nicaragüense, que tras varios intentos de alcanzar el poder finalmente en 1947 se convierte en Presidente de Nicaragua. 
Perteneciente al Partido Liberal Nacionalista PLN, su presidencia se ve interrumpida por un golpe de Estado orquestado por el Jefe de la Guardia Nacional GN, General Anastasio Somoza García, el verdadero gobernante del país.

## Vida y carrera política
Médico de profesión originario de León. Comenzó a destacarse dentro del liberalismo desde 1912. Participó en la Guerra Constitucionalista de 1926. Fue  diputado, Presidente del Congreso Nacional, ocupó los ministerios de Educación Pública,  Gobernación y Relaciones Exteriores. 
Durante su ejercicio del Ministro de Relaciones Exteriores, se entrevistó con el Augusto C. Sandino, el 20 de febrero de 1934 (un día antes de su asesinato). Representando al presidente Juan Bautista Sacasa y con la presencia del embajador estadounidense en Managua, inicia una serie de negociaciones para el desarme del ejército rebelde tras la retirada los infantes de marina. Ese día no se llega a ningún acuerdo, y a la mañana siguiente Sandino era asesinado por órdenes del general Somoza García.
Fue escritor y diplomático, en las elecciones de 1936 fue candidato a Presidente, las perdió ante el general Somoza García, quien en forma sorpresiva lo propuso como candidato del liberalismo para las elecciones del 2 de febrero de 1947.
La dictadura somocista  arregló las elecciones de 1947, ganadas ampliamente por Enoc Aguado Farfán. Muchas de las urnas fueron  secuestradas y el gobierno proclamó como ganador a Argüello Barreto, su candidato. Una de las condiciones para permitir su victoria fue la permanencia de Anastasio Somoza García en el cargo de comandante en jefe de la Guardia Nacional.

## Presidencia de la República
El 1 de mayo de 1947, durante su toma de posesión en la Tribuna Monumental, en Managua, pronunció un discurso contrario a las intenciones general Somoza García. En una parte de su mensaje dijo: 
No seré, tenedlo por cierto, un simple presidente de turno, arrastrado por el manso llevar de la corriente de la costumbre y de la tradición. 
Desde ese día comenzaron las contradicciones entre el doctor Argüello Barreto y el general Somoza García. Por primera vez se denunciaban los atropellos de la Guardia Nacional. Salían publicadas las escrituras de las propiedades adquiridas por expresidente Somoza García. También se decía que el presidente Argüello, sin tomar en cuenta al Jefe de la Guardia Nacional, había llamado a su lado a militares que eran desafectos al General.
A los pocos días de su ascenso a la presidencia intentó efectuar algunos cambios en el ejército sin la aquiescencia de Somoza García: quitó al Mayor Anastasio Somoza Debayle (hijo de Somoza García) de Comandante del Primer Batallón y lo nombró Comandante Departamental de León, y procedió a dar autonomía a la Universidad de Managua. Estos actos enfurecen a Somoza García, quien esperaba tener el control absoluto del país usando a Argüello Barreto como una mera figura presidencial carente de poder real.

## Golpe de Estado y Exilio
El 27 de mayo, el general Somoza García propicia un golpe de Estado, acusándolo de estar conspirando para removerlo de su posición como Jefe de la Guardia Nacional, tomando la Casa Presidencial de la Loma de Tiscapa. El Congreso lo declaró incapacitado para gobernar lo removió del cargo, acusándolo de atentar contra la unidad y disciplina del ejército y procedió a nombrear como sucesor a Benjamín Lacayo Sacasa, hombre de confianza del Gral. Somoza García.
Argüello Barreto abandonó La Loma y se asiló en la embajada de México, a menos de 4 semanas de iniciado su mandato. Permaneció 6 meses, hasta que finalmente viajó a México sin renunciar al cargo de Presidente de la República.

## Fallecimiento
Falleció en ese país el 15 de diciembre de 1947. A pesar de haber sido depuesto de una manera poco democrática, se decretó el duelo nacional tras su fallecimiento. Sus restos todavía permanecen en el Distrito Federal, México. 
| Predecesor: Anastasio Somoza García | Presidente de Nicaragua 1 - 27 de mayo de 1947 | Sucesor: Benjamín Lacayo Sacasa |